# Бријана Стјуарт
Бријана Макензи Стјуарт (енгл. Breanna Mackenzie Stewart; Сиракјус, 27. август 1994) америчка је кошаркашица која игра кошарку у оквиру Женске националне кошаркашке асоцијације за клуб Ситл сторм. Изабрана је за првог пика на WNBA драфту 2016. године. У средњој школи овојила је Геториџ награду за играча године, Геториџ награду за најбољег женског спортисту године и Макдоналд награду. Стјуартова је играла на позицији центра за Контектикут универзитет, у женски кошаркашком тиму Хаскис, са којим је освојила четири национална шампионата. Проглашена је за Најкориснијег играча, Играча године и Почетником године WNBA такмичења, сезоне 2016. године. Током почетка њене сезоне играња у WNBA такмичењу, потписала је вишегодишњи уговор са фирмом Најк.

## Младост
Сјуартова је рођена у Сиракјусу, у породици од оца Брајана и мајке Херт Стјуарт, а има и млађег брата Конора. Кошарку је кренула да игра јо у детињству. Када је похађала пети разред одлучила је да побољша своју игру. Имала је идеалну висину, била доста мршава па су је тренери клубова у којима је тренирала углавном постављали на позиције скакача. Још тада почела је са усавршавање и индивидуалним тренинизима, на захтев њеног оца. Тренирала је сваки дан, а нарочито радила на шуту, дриблингу, а тренинге наставила и када се уписала на колеџ.

## Кошарка у средњој школи
Стјуартова је похађала Сицеро Сиракус средњу школу у округу Онондага у Њујорку. Колегинице из тима су је назвала Бин , због њене висине. За средњошколски тим заиграла је први пут док је још била у основној школи. Играла је прву поставу у доста утакмица и забележила 9 поена, 9 скокова и 7 блокова по утакмици. У првим годинама каријере, постизала је у просеку 17 поена по утакмици.
Сјуартова је каснијих година била увек прва постава и играла на сви утакмицама, а постизала је 22 поена по мечу. Тих година, просек њеног тима био је 18 победа и 4 пораза. Као јуниор, успела је да свој тим доведе до државног школског такмичења, са 22 победе и 4 пораза на крају такмичења. За време њене јуниорске каријере, одлучила је да упише Конектикут универзитет. Дан након уписа играла је за свој тим Конектикут против екипе Бондсвила и то је била њена прва професионална утакмица у каријери. 31. јануара 2012. године постигла је 2.000 поен. Током пет сезона постигла је 2.367 поена, 1.389 скокова, 337 асистенција, 325 украдених лопти и 634 блока у 119 одиграних утакмица у Сицеро Сиракус' средњој школи. Свој тим водила је до победе против Нортстара, када је забележен историјски рекорд тима у победама, а резултат је био 84:13.
Стјуартова је изабрана 2012. године да игра за Макдоналд тим, који је промовисао 24 најбољих женских кошаркашица средње школе. Исте, 2012. године изабрана је у WBCA тим, где се налазило 20 најбољих америчких кошаркашица средње школе. Током игре за WBCA тим, постигла је 10 поена.. Године 2012, проглашена је женском кошаркашицом године од стране средње школе Наисмит и добила награду Атлатна Тилоф клуба за најбољу кошаркаицу средње школе у земљи.
У марту 2012. године добила је Геториџ награду, за најбољу кошаркашицу године.

## Средњошколски турнири
Поред учетвовања на редновним пост-сезонским турнирима, њен тим учествовао је и на истакнутим националним турнирима. Године 2010. тим је играотурнире у Филадефлији, Њу Џерзију и у Дизниленду, док је 2011. године учествовао у Најк шампионском турниру у Финиксу. Године 2012. играли су на турниру Славних у Спрингфилду.
Шампионски турнир у Сједињеним Државама одржава се од 1997. године, где је окупљају најбољи женски средњошколско-кошаркашки тимови из земље. Године 2011. турнир је одржан у Финиксу. Сицеро Сиракус је прву утакмицу играо против тима Билингбрук, који је поражен од стране Сицеро Сиракуса, уз помоћ Стјуартове која је постигла 15 поена на утакмици, а њен тим победио је резултатом 43:40. У четвртфиналној утакмици, Стјуартова је постигла 29 поена и забележила 19 скокова помогавши тако њеном тиму да прође да победи тим Филипс и прође у полуфинале.. У полуфиналној утакмици, њен тим дочекао је тим Мери, други средњошколски тим у Сједињеним Државама. Сјуартова је на тој утакмици постигла 33 поена, забележила 16 скокова, али то није било довољно, па је њен тим изгубио, од будућег шампиона турнира. Иако њен тим није освојио турнир, Стјуартова је проглашена за најкориснијег играча на турниру..
Године 2012, тим Стјуартове позван је на турнир Hoophall Classic у у Спрингфилду, где су се такмичили најбољи женски средњошлолски клубови у кошарци. Сицеро Сиракус је у првој утакмици победио Спринглифлд, реузлтатом 60:20, а Стјуартова је постигла чак 22 поена, забележила 18 скокова и седам блокова. На крају такмичења добила је награду за најкориснијег играча турнира.

## Кошарка за репрезентацију Сједињених Држава

### У16
Стјуартова је приступила женској кошаркашкој репрезентацији Сједињених Држава до 16 година, када је имала 14. година и била најмлађа у тиму . Њени родитељи су били забринути да ће Бријана попустити у школи, па јој нису дозволили даље обавезе према репрезентацији. Мајк Флајн, директор тима Аматерско-атлетска унија убедио је њене родитеље да ипак пусте Бреану да игра за репрезентацију. Иако је била најмлађа, играла је у првој постави свих пет утакмица и постизала 10 поена по утакмици. Помогла је свом тиму да дођу до прве златне медаље у првом ФИБА америчком шампионату за жене до 16 година, одржаним у Мексико Ситију. Тим је победом аутоматски постао пласиран на Светско првенство у кошарци за жене до 17. година које се одиграло у Француској.

### У17
Стјуартова је наставила да игра за репрезентацију и врло убрзо се нашла у У17 тиму женске кошаркашке репрезентације Сједињених Држава. Са својим тимом, победила је свих 8 утакмица и освојила златну медаљу 2010. године на ФИБА Светском првенству у кошарци за жене до 17. година. Играла је у свих 8 утакмица у стартним поставама. У првој утакмици, против селекције Француске, када је постигла 13 поена. У финалној утакмици против Јапана постигла је 30 поена. Постизала је по 12,9 поена по утакмици и била друга највоља по броју постигнутих поена у сво м тиму, док је са 18 блокова била најбоља у њеној екипи.

### У18
Стјуартова је позвана да игра и за У18 тим Сједињених Држава. Заједно са колегиницама из Ухкон тима Морган Так и Моријах Џеферсон. Тим је стартовао са победе у прве четири утакмице, доспели су у финале, где су победили селекцију Бразила. Стјуартова је у финалној утакмици имала 7 поена и награђена је МВП трофејом за најбољег играча у ФИБА америчком У18 такмичењу.

### У19
Године 2011. Стјуартова је изабрана да игра за У19 кошаркашким тим Сједињених Држава Пошто је У18 тим Сједињених Држава освојио златну медаљу на шампионату, они су аутоматски пласирани у У19 Светски шампионат, који је одржан у Чилеу. Стјуартова је водила свој тим до пет победе, а онда је уследио пораз од селекције Канаде, резултатом 64:52. У финалу су победили селекцију Шпаније, а Стјуартова, иако једна од најмлађих у тиу постигла је 11,2 поена по утакмици и имала највећи учинак међу кошаркашицама Сједињених Држава.

### Пан америчке игре 2011.
Стјуартова је учествовала и на Пан америчке играма 2011. године. Америчке Пан игре обухватале су само најбоље рангирање колеџ тимове из целе земље. Стјуартова је била једина средњошколка на Пан америчким играма 2011. године и друга средњошколка која је играла на Пан америчким играма од оснивања тог такмичења. Њен тим је завршио као седми, али ипак Стјуартова, која је била три године млађа од свих кошаркашица постигла је 15,4 поена по утакмици и имала највише поена у свом тиму. Она је такође била најбоља у свом тиму по броју блокада и скокова.

### Светско првенство у кошарци за жене 2014.
Стјуартова је позвана у женску кошаркашку репрезентацију Сједињених Држава, да игра на Светском првенству у кошарци за жене 2014. године у Турској од стране Националног комитета. Првенство је одржано у периоду од септембра до октобра 2014. године, а тим је 23. септембра 2014. године освојио златну медаљу на првенству. Била је ово прва златна медаља за Стјуартову у женској кошаркашкој репрезентацији Сједињених Држава. 

### Пан америчке игре 2015.
Стјуартова је место у тиму на Пан америчким играма обезбедила тако што је 2011. године са истим тимом на Пан америчким играма освојила златну медаљу. Игре су трајале у периоду од 10. јула до 26. јула 2015. године, а селекција Сједињених Држава је остварила победе над селекцијама Бразила, Доминиканске Републике, Порторика, Кубе, а у финалу изгубила од селекције Канаде и освојила сребрну медаљу.

### Летње олимпијске игре 2016.
Стјуартове је играла за репрезентацију Сједињених Држава и на Летњим олимпијским играма 2016. године, док је још била почетник у WNBA шампионату. Током првенства забележила је 13,7 поена по утакмици, а играла у просеку 13,1 минут по мечу. Тим Сједињених Држава је у финалу победио селекцију Шпаније резултатом 101:72 и освојио златну медаљу.

## Кошарка на Конектикат колеџу
Због своје велике кошаркашке каријере, Стјуартова је добила понуду од многих колеџа, али је након посећивања кампа UConn 2011. године одлучила да се упише на Конектикат универзитет и заигра за тим UConn.
Своју кошаркашку каријеру на колеџу започела је постизањем 20 поена у просеку у три од прве четири утакмице. У првих десет утакмица постигла је 169 поена, што је било више од било ког бруцоша Конектикат факултета. Њен учинак је временом опадао испод 10 поена по утакмици па је у то време узимала индивидуалне часове, где се концентрисала на шут и покрете. За свој тим UConn је током Великог источног турнира постигла 51 поена и престигла рекорд Дијане Таурази. Прескочила је прву рунду NCAA турнира, али је у последњих 5 утакмица постигла 105 поена и освојила награду за најзаслужнијег играча фајнал фора и тако постала први бруцош који је освојио ову награду још од 1987. године.

## Статистика на колеџу
| Година    | Тим        | ОУ  | Поени | ПШ%  | 3П%  | СБ%  | СПУ | АПУ | УПУ | БПУ | ППУ  |
| --------- | ---------- | --- | ----- | ---- | ---- | ---- | --- | --- | --- | --- | ---- |
| 2012–2013 | Конектикут | 36  | 497   | 50.8 | 33.3 | 77.7 | 6.4 | 1.0 | 1.1 | 2.1 | 13.8 |
| 2013–2014 | Конектикут | 40  | 777   | 49.7 | 34.3 | 77.4 | 8.1 | 3.1 | 1.6 | 2.8 | 19.4 |
| 2014–2015 | Конектикут | 39  | 686   | 53.9 | 31.3 | 80.5 | 7.8 | 3.1 | 1.6 | 2.7 | 17.6 |
| 2015–2016 | Конектикут | 37  | 716   | 57.9 | 42.6 | 83.6 | 8.7 | 4.0 | 1.8 | 3.4 | 19.4 |
| Каријера  | Конектикут | 152 | 2676  | 53.0 | 35.5 | 79.7 | 7.8 | 2.8 | 1.5 | 2.7 | 17.6 |

## WNBAкаријера
Стјуартова је у WNBA драфту 2016. године изабрана за првог пика од стране тима Ситл сторма. Играла је на истој позицији као и Сју Берд, ветеран тима. У својој првој утакмици постигла је 23 поена против тима Лос Анђелес спаркс. Како је сезона одмицала, Стјуартова је постала све боља и против Атлатне дрим постигла свој рекорд каријере, са 38 убачених поена.. У сезони, 2016. године убацивала 18,3 поена по мечу, забележила 9,3 скока и 1,9 блок до краја сезоне. Проглашена је новајлијом месеца, а на крају сезоне освојила је WNBA награду почетник године. Она је такође поставила нови рекорд WNBA по броју скокова у сезони, са учинком од 227 скокова и тако престигла рекорд Лисе Леси из 2004. године
. Године 2016. освојила је награду ESPY за најбољег женског спортисту и награду најбоље кошаркашице са колеџа такође 2016. године. Године 2017. поставила је нови рекорд каријере, постигавши 31 поен у утакмици против Сан Антонио старса. Сезону је завршила са просеком од 19,9 поена по утакмици, а њен тим Ситл сторм као осми у лиги.

## WNBAстатистика каријере

### Статистика сезоне
| Сезона   | Екипа           | ОУ | СУ | МПУ  | ПШ%  | 3П%  | СБ%  | СПУ | АПУ | УПУ | БПУ | ППУ  |
| -------- | --------------- | -- | -- | ---- | ---- | ---- | ---- | --- | --- | --- | --- | ---- |
| 2016     | Ситл сторм      | 34 | 34 | 34.7 | 45.7 | 33.8 | 83.3 | 9.3 | 3.4 | 1.2 | 1.8 | 18.3 |
| 2017     | Ситл сторм      | 33 | 33 | 32.9 | 47.5 | 37.1 | 78.7 | 8.7 | 2.7 | 1.1 | 1.6 | 19.9 |
| Каријера | 2 године, 1 тим | 67 | 67 | 33.8 | 46.6 | 35.5 | 81.0 | 9.0 | 3.0 | 1.2 | 1.7 | 19.1 |

### Плеј-оф
| Сезона   | Екипа           | ОУ | СУ | МПУ  | ПШ%  | 3П%  | СБ%  | СПУ | АПУ | УПУ | БПУ | ППУ  |
| -------- | --------------- | -- | -- | ---- | ---- | ---- | ---- | --- | --- | --- | --- | ---- |
| 2016     | Ситл сторм      | 1  | 1  | 37.7 | 60.0 | 50.0 | 93   | 7.0 | 3.0 | 2.0 | 0.0 | 19.0 |
| 2017     | Ситл сторм      | 1  | 1  | 36.2 | 35.3 | 50.0 | 81.8 | 8.0 | 1.0 | 1.0 | 2.0 | 23.0 |
| Каријера | 2 године, 1 тим | 2  | 2  | 36.9 | 44.4 | 50.0 | 88.2 | 7.5 | 2.0 | 1.5 | 1.0 | 21.0 |

## Спољашне везе
- Профил на сајту WNBA